# 袁正宏
袁正宏（1966年1月—），男，汉族，江苏启东人，中国医学病毒学家。现任复旦大学党委副书记，复旦大学上海医学院党委书记。中国医学科学院学术咨询委员会学部委员。